# Aerograph
Der Aerograph (auch Aerograf) ist ein Messgerät der Meteorologie, das Daten automatisch erfasst und aufzeichnet.
Es wird typischerweise an Drachen oder Wetterballons angebracht und misst gleichzeitig verschiedene Messgrößen in der Erdatmosphäre, zum Beispiel Luftdruck, Temperatur und Luftfeuchtigkeit.